# كورت مولر
كورت مولر (بالإنجليزية: Kurt Müller) (و. 1948  م) هو لاعب كرة قدم، ومدرب كرة قدم، من سويسرا، ولد في لوسرن، يلعب كمهاجم.

## روابط خارجية
- كورت مولر على موقع الاتحاد الأوربي (الإنجليزية)
- كورت مولر على موقع قاعدة بيانات كرة القدم.إي يو (الإنجليزية)
- كورت مولر على موقع ناشيونال فوتبول تيمز (الإنجليزية)